# Khuyết tật thể chất
Khuyết tật thể chất là một hạn chế về hoạt động thể chất, khả năng vận động, khéo léo hoặc sức chịu đựng của một người. Các khuyết tật về thể chất khác bao gồm các khiếm khuyết làm hạn chế các khía cạnh khác của cuộc sống hàng ngày, như rối loạn hô hấp, mù lòa, động kinh  và rối loạn giấc ngủ.

## Nguyên nhân
Khuyết tật bẩm sinh là khuyết tật có sẵn trước khi sinh. Đây có thể là do các bệnh hoặc các chất mà người mẹ đã tiếp xúc trong thời kỳ mang thai, tai nạn phát triển phôi thai hoặc thai nhi hoặc rối loạn di truyền.
Khuyết tật chu sinh là khuyết tật bị mắc phải giữa một số tuần trước cho đến bốn tuần sau khi sinh ở người. Đây có thể là do thiếu oxy kéo dài hoặc tắc nghẽn đường hô hấp, tổn thương não trong khi sinh (do lạm dụng kẹp vô tình chẳng hạn) hoặc em bé được sinh non. Đây cũng có thể được gây ra do rối loạn di truyền hoặc tai nạn.  
Khuyết tật sau sinh là khuyết tật bị mắc phải sau khi sinh. Chúng có thể là do tai nạn, chấn thương, béo phì, nhiễm trùng hoặc các bệnh khác. Chúng cũng có thể được gây ra do rối loạn di truyền.

## Phân loại
Suy giảm vận động bao gồm các khiếm khuyết về thể chất, bao gồm mất hoặc suy giảm chi trên hoặc dưới, khéo léo kém bằng tay và tổn thương một hoặc nhiều cơ quan của cơ thể. Mất khả năng vận động có thể là một vấn đề bẩm sinh hoặc mắc phải hoặc hậu quả của bệnh. Những người có cấu trúc xương bị gãy cũng thuộc loại này.
Suy giảm thị lực là một loại suy yếu về thể chất. Có hàng trăm ngàn người bị tổn thương hoặc suy giảm thị lực nghiêm trọng từ nhỏ đến khác nhau. Những loại chấn thương này cũng có thể dẫn đến các vấn đề hoặc bệnh nghiêm trọng như mù và chấn thương mắt. Một số loại suy giảm thị lực khác bao gồm giác mạc bị trầy xước, trầy xước trên màng cứng, bệnh mắt liên quan đến bệnh tiểu đường, khô mắt và ghép giác mạc, thoái hóa điểm vàng ở tuổi già và bong võng mạc.
Nghe kém là việc không có khả năng nghe một phần hoặc toàn bộ. Người khiếm thính và khó nghe có một nền văn hóa phong phú và được hưởng lợi từ việc học ngôn ngữ ký hiệu cho các mục đích giao tiếp.   Những người chỉ bị điếc một phần đôi khi có thể sử dụng máy trợ thính để cải thiện khả năng nghe của họ. Khuyết tật về ngôn ngữ và ngôn ngữ: người có sự sai lệch về quá trình nói và ngôn ngữ nằm ngoài phạm vi sai lệch có thể chấp nhận được trong một môi trường nhất định và ngăn cản sự phát triển giáo dục hoặc xã hội đầy đủ
Suy giảm thể chất cũng có thể được quy cho các rối loạn gây ra, trong số những người khác, thiếu ngủ, mệt mỏi mãn tính, đau mãn tính và co giật.